# Делфай (Індіана)
Делфай (англ. Delphi) — місто (англ. city) в США, в окрузі Керролл штату Індіана. Населення — 2961 особа (2020).

## Географія
Делфай розташований за координатами 40°34′59″ пн. ш. 86°40′2″ зх. д. / 40.58306° пн. ш. 86.66722° зх. д. (40.583087, -86.667169).  За даними Бюро перепису населення США в 2010 році місто мало площу 7,06 км², уся площа — суходіл.

## Демографія
Згідно з переписом 2010 року, у місті мешкали 2893 особи в 1135 домогосподарствах у складі 694 родин. Густота населення становила 410 осіб/км².  Було 1270 помешкань (180/км²).
Расовий склад населення:
| - 91,7 % — білих - 0,4 % — чорних або афроамериканців - 0,2 % — корінних американців - 0,2 % — азіатів - 5,5 % — осіб інших рас |

До двох чи більше рас належало 1,9 %. Частка іспаномовних становила 11,3 % від усіх жителів.
За віковим діапазоном населення розподілялося таким чином: 25,9 % — особи молодші 18 років, 56,1 % — особи у віці 18—64 років, 18,0 % — особи у віці 65 років та старші. Медіана віку мешканця становила 37,5 року. На 100 осіб жіночої статі у місті припадало 91,8 чоловіків;  на 100 жінок у віці від 18 років та старших — 90,6 чоловіків також старших 18 років.
Середній дохід на одне домашнє господарство  становив 45 111 долар США (медіана — 36 850), а середній дохід на одну сім'ю — 54 423 долари (медіана — 45 528). Медіана доходів становила 32 107 доларів для чоловіків та 30 417 доларів для жінок. За межею бідності перебувало 14,8 % осіб, у тому числі 9,8 % дітей у віці до 18 років та 18,5 % осіб у віці 65 років та старших.
Цивільне працевлаштоване населення становило 1160 осіб. Основні галузі зайнятості: виробництво — 32,0 %, освіта, охорона здоров'я та соціальна допомога — 18,7 %, мистецтво, розваги та відпочинок — 11,9 %, науковці, спеціалісти, менеджери — 9,2 %.